# ГРЭ 21
ГРЭ 21 (каз. ГРЭ 21) — упразднённое село в Мойынкумском районе Жамбылской области Казахстана. Упразднено в 2019 г. Входило в состав Мирненской поселковой администрации. Код КАТО — 315641300.

## Население
В 1999 году население села составляло 230 человек (112 мужчин и 118 женщин). По данным переписи 2009 года, в ауле проживали 23 человека (8 мужчин и 15 женщин).